# Houshang Seyhoun
Houshang Seyhoun (o "Hooshang Seyhoun"; in persiano هوشنگ سیحون‎; Teheran, 22 agosto 1920 – Vancouver, 26 maggio 2014) è stato un pittore, scultore, architetto, studioso e docente iraniano.

## Biografia
Frequentò un corso di belle arti a Parigi presso l'École nationale supérieure des beaux-arts (conseguendo nel 1964 il titolo di Doctour d'art) e si laureò in architettura all'Università di Teheran.

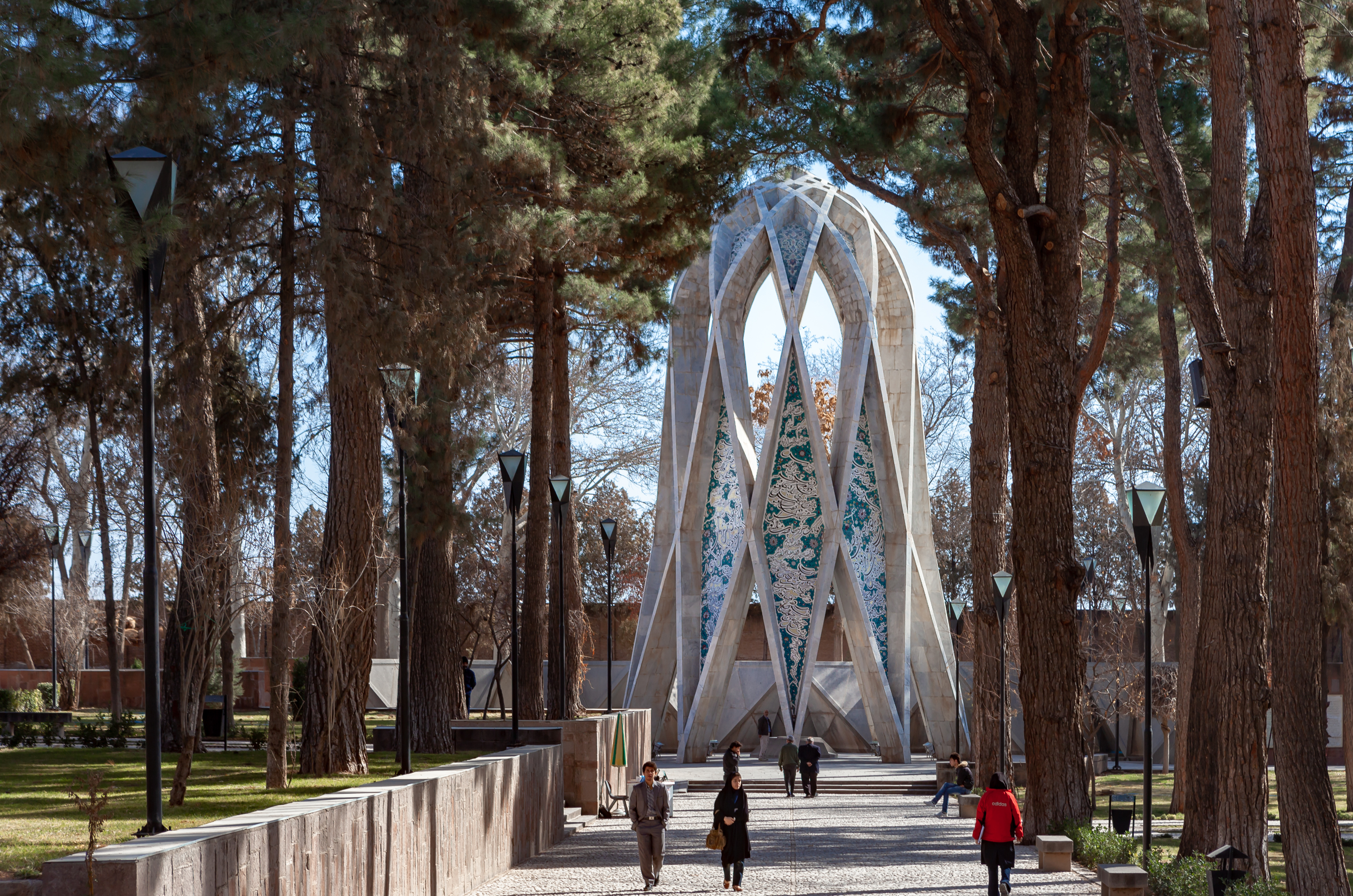
Houshang Seyhoun, Mausoleo di ʿUmar Khayyám, 1963, Nishapur, Iran

Seyhoun ha realizzato innumerevoli monumenti ed oltre mille ville private. A seguito della rivoluzione islamica iraniana si trasferì in Canada, dove visse in esilio fino alla sua morte.
Seyhoun divenne celebre per il suo progetto della Stazione Centrale di Teheran nel 1950, e anche per la realizzazione di grandi sculture e lapidi commemorative di storiche personalità, come ad esempio i mausolei di Avicenna a Hamadan e di ʿUmar Khayyām a Nishapur, Iran. Fu membro del corpo insegnante della Scuola di Architettura dell'Università di Teheran, dove fu anche Decano del Collegio di Belle Arti per sei anni.